# Chuma (La Paz)
Chuma ist eine Ortschaft im Departamento La Paz im südamerikanischen Andenstaat Bolivien.

## Lage im Nahraum
Chuma ist Verwaltungssitz der Provinz Muñecas und zentraler Ort des Municipios Chuma am Oberlauf eines Zuflusses zum Río Llica, der über den Río Mapiri zum Río Beni fließt. Die Ortschaft liegt auf einer Höhe von 3500 m zwischen den randlichen Gebirgsriegeln der bolivianischen Cordillera Apolobamba.

## Geographie
Chuma liegt auf dem bolivianischen Altiplano am westlichen Rand der Cordillera Real. Das Klima der Region ist ein typisches Tageszeitenklima, bei dem die Temperaturschwankungen im Tagesverlauf deutlicher ausfallen als im Jahresverlauf.
Die mittlere Durchschnittstemperatur der Ortschaft liegt bei knapp 14 °C (siehe Klimadiagramm Mocomoco), die Monatsdurchschnittstemperaturen schwanken nur unwesentlich zwischen 11 °C im Juni/Juli und 15 °C von Oktober bis März. Der Jahresniederschlag beträgt etwa 750 mm, die Monatsniederschläge liegen zwischen unter 20 mm von Juli bis August und bei 100–150 mm von Dezember bis März.

## Verkehrsnetz
Chuma liegt in einer Entfernung von 245 Straßenkilometern nördlich von La Paz, der Hauptstadt des gleichnamigen Departamentos.
Von La Paz führt die asphaltierte Nationalstraße Ruta 2 in nördlicher Richtung 70 Kilometer bis Huarina, von dort die Ruta 16 über Achacachi und Puerto Carabuco über weitere 95 Kilometer auf weitgehend unbefestigten Straßen bis Puerto Acosta. Von dort zweigt eine Piste in nordöstlicher Richtung ab und führt über Huilacala und Mocomoco nach Chuma.

## Tourismus
Etwa fünfzehn Kilometer östlich von Chuma befinden sich bei der Ortschaft Aucapata die Ruinen von Iskanwaya, die aus dem ersten nachchristlichen Jahrtausend stammen und der Mollo-Kultur zugeschrieben werden.

## Bevölkerung
Die Einwohnerzahl von Chuma ist in den vergangenen beiden Jahrzehnten um etwa die Hälfte angestiegen:
| Jahr | Einwohner | Quelle       |
| ---- | --------- | ------------ |
| 1992 | 254       | Volkszählung |
| 2001 | 392       | Volkszählung |
| 2010 | 370       | Volkszählung |
| 2024 |           | Volkszählung |